# Diplomatische Flagge

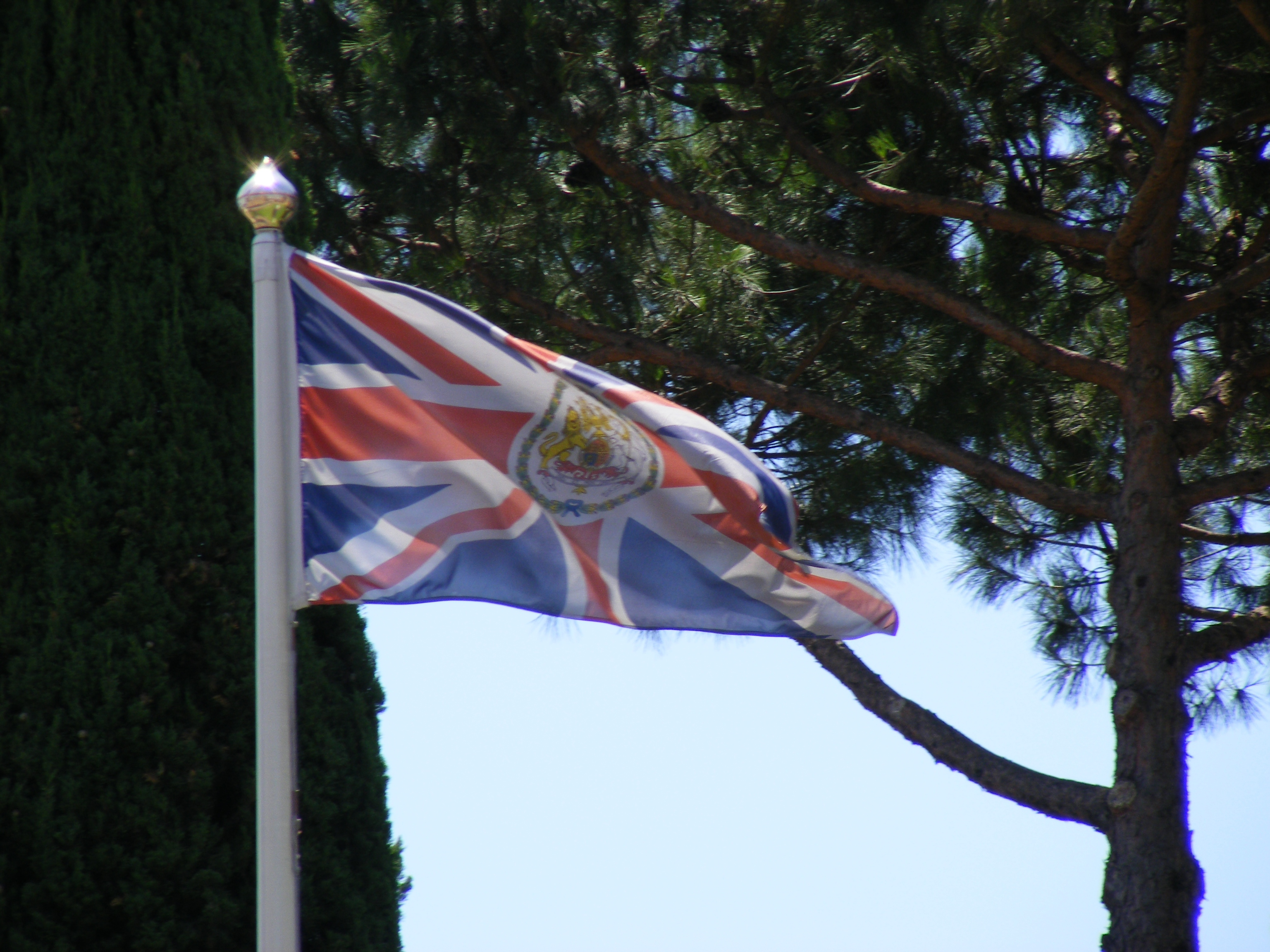
Diplomatische Flagge der britischen Botschaft in Rom

Diplomatische Flaggen sind Sonderformen von Flaggen, die in der Diplomatie zum Teil üblich sind oder waren.

## Aktuell
Diplomatische Flaggen sind an US-amerikanischen, thailändischen und britischen Auslandsvertretungen sowie Fahrzeugen (KFZ, Wasserfahrzeuge) üblich.

### Thailand

Thailändische Botschaften
Thailändische Konsulate und Generalkonsulate

### Großbritannien
nicht in Ländern des Commonwealth; dortige Hochkommissare zeigen die Union Flag.

Britische Botschaften
Britische Konsulate und Generalkonsulate

### USA
United States Foreign Service

Botschafter
Foreign Service Officer
Konsularbeamte

## Historisch

### Siam
Königreich Siam

Siamesische Botschaften 1892–1912
Siamesische Konsulate und Generalkonsulate 1892–1912
Siamesische Botschaften 1912–1917
Siamesische Konsulate und Generalkonsulate 1912–1917
Siamesische Botschaften, Konsulate und Generalkonsulate 1917–1927

### Schwedisch-norwegische Union
Schwedisch-norwegische Union

Alle Arten der Auslandsvertretungen